# 西蒲原広域農道

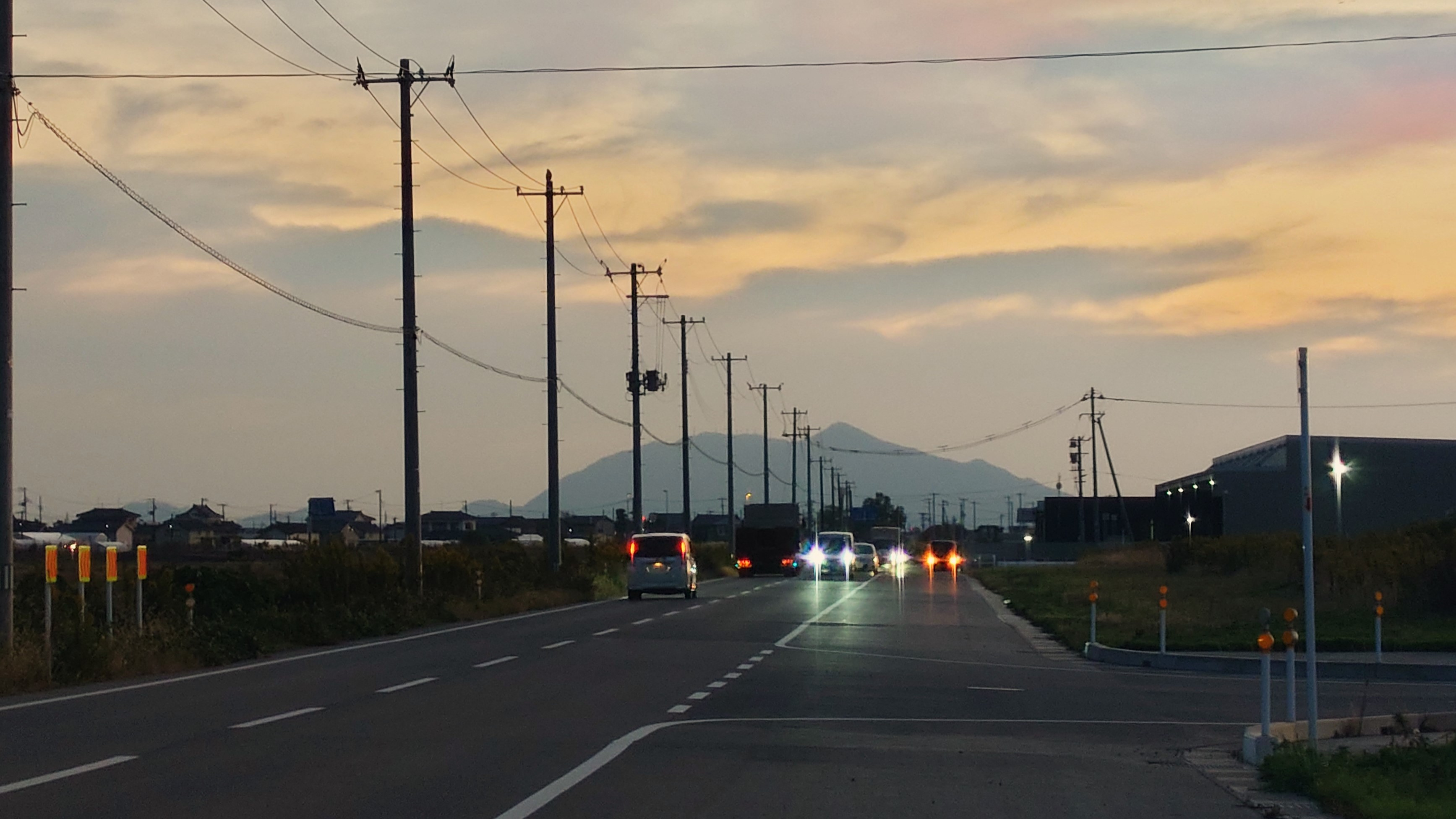
西蒲原広域農道1号線小新付近

西蒲原広域農道（にしかんばらこういきのうどう）は、新潟市南西部、西蒲原郡弥彦村東部、燕市西部を通る市村道である。

## 概要
新潟市西部から南部、および燕市西部など、かつて西蒲原郡であった町村を経由する幹線道路である。大半の区間で2車線で整備されており、周辺部を通過する国道8号や国道116号などの迂回路として利用されている。
開通当初は広域農道として整備され、新潟県が管理していたが、後に1号線・2号線が新潟県道323号黒埼上新町線に指定され、農道の指定から外れた。現在は全線が各自治体に移管し、新潟市道・燕市道・弥彦村道のそれぞれ一部となっている（県道323号は欠番となる）。ただし、道路案内上は開通当初から現在にかけて一貫して「広域農道○号線」もしくは「幹線○号道路」として案内されており、道路の通称として広域農道の名称が引き続き使用されている。

## 1号線
- 起点：新潟市西区小新（新潟市道小針線交点）
- 終点：新潟市西区黒鳥（新潟県道44号新潟燕線交点）

一時期は全線にわたって「新潟県道323号黒埼上新町線」に指定されていたが、現在は全線が新潟市道に指定されており、以下の区間から構成されている。
- 新潟市道西7-47号線：新潟市西区小新 - 新潟市西区小新（農道鳥原線交点）
- 新潟市道黒鳥的場線：新潟市西区小新（農道鳥原線交点） - 新潟市西区黒鳥

小新地区から、流通センター付近を経由し、新潟県道2号新潟寺泊線と接続した後、北場地区の田園地帯を南下し、黒鳥地区の新潟県道44号新潟燕線と接続する路線である。
当路線は西蒲原広域農道の各路線の中で新潟市中心部にもっとも近く、また沿線にはアピタ新潟西店などの商業施設や流通センター、済生会新潟第二病院などが立地しており、道路沿線には住宅地が形成されている。また当路線東側では、交通量が多く、日中にかけて慢性的に渋滞が発生している国道8号が経由している。このため、当路線は付近の道路の迂回路として利用されるケースが多く、幹線道路としての役割を果たしている。

### 通過する自治体
- 新潟県
  - 新潟市（西区）

### 主な接続路線
- 新潟市道小針線（起点）
- 新潟市道小針線2号（同）
- 新潟県道2号新潟寺泊線バイパス（北場）
- 新潟県道2号新潟寺泊線（北場交差点）
- 新潟県道44号新潟燕線（終点）

## 2号線

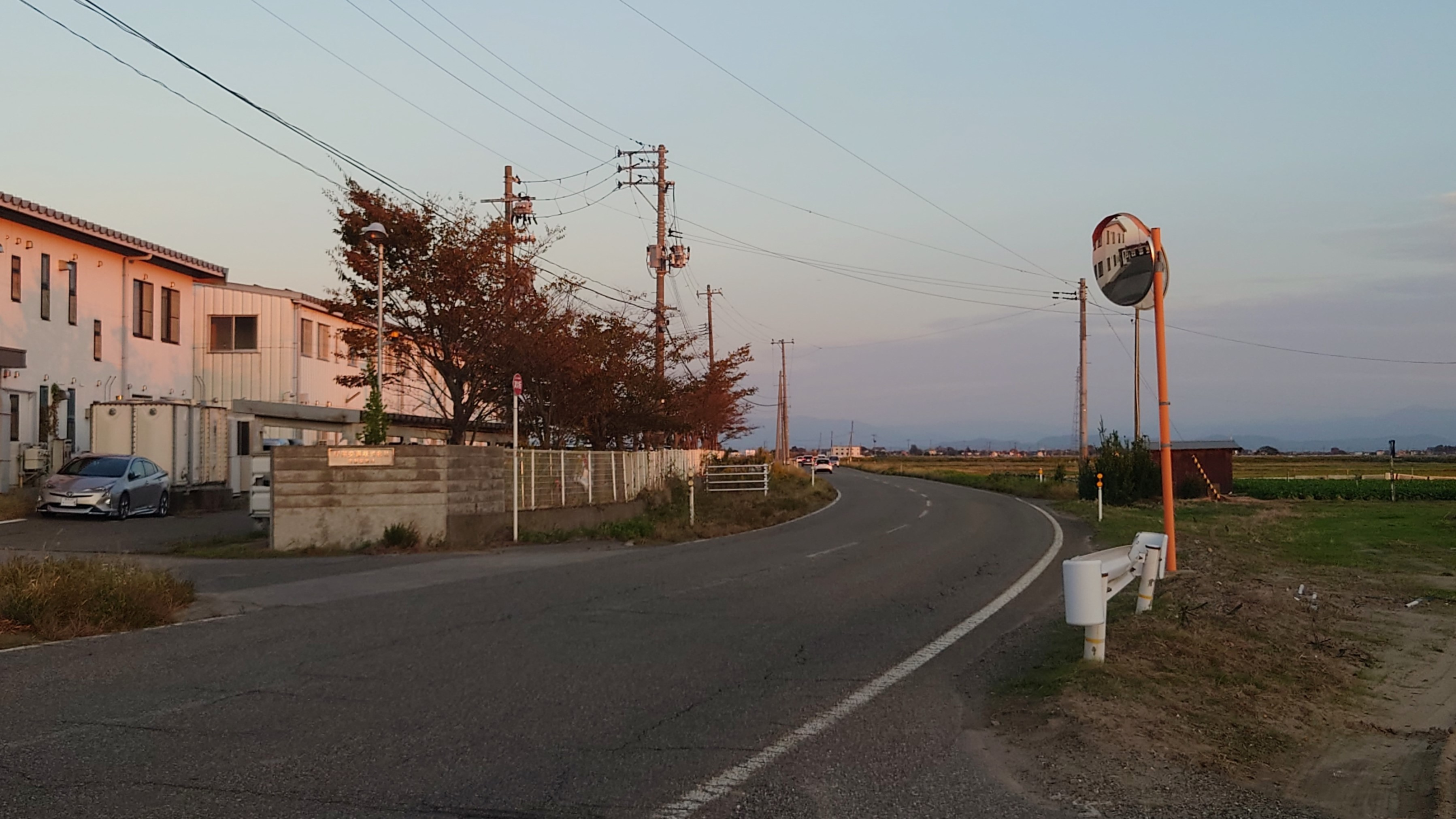
西蒲原広域農道2号線中権寺付近

- 起点：新潟市西区木場（新潟県道44号新潟燕線交点）
- 終点：新潟市西区中権寺（中権寺交差点=新潟県道2号新潟寺泊線交点）

以下の区間から構成されている。
- 新潟市道黒埼2-48号線：新潟市西区木場 - 新潟市西区大潟
- 新潟市道西南6-178号線：新潟市西区田潟 - 新潟市西区田島（田島交差点）
- 新潟市道西南5-85号線：新潟市西区田島（田島交差点） - 新潟市西区中権寺（中権寺交差点）

新潟市西区南部を横断する。黒埼地区と田島地区、中権寺地区方面とを結ぶ路線である。当路線は新潟県道44号新潟燕線や国道116号、新潟県道2号新潟寺泊線などの各幹線道路と接続しており、同じく新潟市西部を横断する新潟西バイパス、新潟県道2号新潟寺泊線、新潟県道46号新潟中央環状線などの迂回路として利用されるケースが多い。
国道116号と接続する田島交差点は、国道116号側から当路線へ向かう車両が多いことから、田島交差点付近の国道116号は慢性的に渋滞が発生している。また当路線もJR越後線の田島踏切と近接しており、中権寺方面からの車線において渋滞が発生しやすくなっている。
なお、1号線と同様に全線にわたって「新潟県道323号黒埼上新町線」に指定されていたが、現在は新潟市道に指定されている。ただし、他の路線と同様、道路案内上は広域農道の案内のみが設置されており、また田島交差点付近には、以前当区間を管理していた「新潟県巻農地事務所（現：新潟県三条地域振興局農林振興部）」と書かれた標識も設置されている。

### 通過する自治体
- 新潟県
  - 新潟市（西区）

### 主な接続路線
- 新潟県道44号新潟燕線（起点）
- 新潟市道黒埼2-163号線＜新潟県営一般農道木場線＞（木場）
- 西蒲原広域農道3号線（田潟交差点）
- 国道116号（※国道116号重複=国道289号）（田島交差点）
- 西蒲原広域農道10号線（早潟）
- 新潟県道2号新潟寺泊線（中権寺交差点・終点）

## 3号線
- 起点：新潟市西区田潟（田潟交差点=西蒲原広域農道2号線交点）
- 終点：新潟市西蒲区横戸（新潟県道66号白根西川巻線交点）

以下の区間から構成されている。
- 新潟市道広域3号線：新潟市西区田潟 - 新潟市西蒲区横戸
- 新潟市道潟東1-123号線：新潟市西蒲区横戸

新潟市西区田潟地区で広域農道2号線と分岐したあと、南下し、西川第一産業センター付近を通過する。県道46号と接続したあと、さらに南下し、新川を横断後、広域農道4号線と接続。3号線の区間としては4号線との交差点を南に曲がり、潟東地区北部の田園地帯を通過し、横戸地区で県道66号と接続する交差点で終点となる。

### 通過する自治体
- 新潟県
  - 新潟市（西区 - 西蒲区）

### 主な接続路線
- 西区
  - 西蒲原広域農道2号線（田潟交差点・起点）
  - 新潟市道西南7-95号線＜一般農道中野小屋線＞（田潟）
- 西蒲区
  - 新潟県道46号新潟中央環状線（浦村）
  - 西蒲原広域農道4号線（卯八郎受）
  - 新潟県道66号白根西川巻線（横戸・終点）

## 4号線
- 起点：新潟市南区味方（西蒲原広域農道5号線交点）
- 終点：新潟市西蒲区卯八郎受（西蒲原広域農道3号線交点）

### 通過する自治体
- 新潟県
  - 新潟市（西蒲区 - 南区）

### 主な接続路線
- 西蒲原広域農道5号線
- 新潟県道44号新潟燕線
- 西蒲原広域農道3号線

## 5号線
- 起点：新潟市西区木場
- 終点：燕市米納津

### 通過する自治体
- 新潟県
  - 新潟市（西区 - 南区 - 西蒲区） - 燕市

### 主な接続路線
- 西区
  - 新潟県道44号新潟燕線（木場・起点）
  - 新潟県道46号新潟中央環状線（同）
- 南区
  - 西蒲原広域農道4号線（味方）
  - 新潟県道66号白根西川巻線（味方）
  - 国道460号（西白根）
- 西蒲区
  - 新潟県道218号月潟西川線（針ケ曽根）
  - 新潟県道9号長岡栃尾巻線（※県道9号重複=新潟県道55号新潟五泉間瀬線）（中之口）
- 燕市
  - 新潟県道384号羽黒燕線（小中川交差点）
  - 新潟県道44号新潟燕線（長渡交差点）
  - 西蒲原広域農道6号線（米納津）・終点

## 6号線
- 起点：燕市桜町（旧道桜町交差点）
- 終点：燕市吉田（吉田東町交差点）

### 通過する自治体
- 新潟県
  - 燕市

### 主な接続路線
- 国道289号（旧道桜町交差点・起点）
- 国道116号（国道116号重複=国道289号）（吉田東町交差点・終点）

## 8号線
- 起点︰燕市（旧道）桜町交差点（西蒲原広域農道6号線交点）
- 終点︰弥彦村大戸（西蒲原広域農道9号線交点）

### 通過する自治体
- 新潟県
  - 燕市
  - 弥彦村

### 主な接続路線
- 国道116号線（吉田西太田交差点）
- 新潟県道459号線（燕市杣木）

## 9号線
- 起点：新潟市西蒲区鷲ノ木（西蒲原広域農道10号線交点）
- 終点：燕市

## 10号線
- 起点：新潟市西区早潟（西蒲原広域農道2号線交点）
- 終点：新潟市西蒲区鷲ノ木（国道460号、西蒲原広域農道9号線交点）

新潟市西区早潟から、みずき野地区を経由し、巻地区西部に至る路線。当路線の東側を国道116号が並行しており、この区間の国道116号は田島交差点を中心に日中の混雑が激しいことから、西蒲原広域農道2号線、9号線等とともに当路線が迂回路として利用されるほか、新潟県道46号新潟中央環状線等を介して新潟市西部へのアクセスとして利用される路線である。

### 通過する自治体
- 新潟県
  - 新潟市（西区 - 西蒲区）

### 主な接続路線
- 西区
  - 西蒲原広域農道2号線（早潟・起点）
  - 新潟市道西南4-44号線＜新潟県営一般農道木山線＞（早潟）
  - 新潟市道西南4-99号線＜新潟県営一般農道木山線＞（早潟）
  - 新潟県道168号越後赤塚停車場四ッ郷屋線（赤塚）
  - 新潟県道168号越後赤塚停車場四ッ郷屋線（みずき野一丁目）
  - 新潟県道46号新潟中央環状線（みずき野二丁目）
  - 新潟県道46号新潟中央環状線（小見郷屋交差点）
- 西蒲区
  - 新潟県道66号白根西川巻線（下山地内）
  - 新潟県道296号横山巻線（前田）
  - 国道460号（鷲ノ木・終点）
  - 西蒲原広域農道9号線（同）

## 11号線
- 起点：新潟市西蒲区下和納（下和納交差点=国道116号交点）
- 終点：新潟市西蒲区樋曽

### 通過する自治体
- 新潟県
  - 新潟市（西蒲区）

### 主な接続路線
- 国道116号（※国道116号重複=国道289号）（下和納交差点・起点）
- 新潟県道374号五千石巻新潟線
- 西蒲原広域農道9号線
- 新潟県道2号新潟寺泊線

## 道路管理者
- 新潟市の区間：新潟市
- 燕市の区間：燕市
- 弥彦村の区間：弥彦村